# 福田峰夫
福田 峰夫（ふくだ みねお、1951年11月4日 - ）は、日本の実業家。愛知県出身。オフィスM代表取締役。スターツ出版社外取締役。
リクルート常務取締役、角川書店代表取締役社長、角川ホールディングス専務取締役、ジュピターテレコム代表取締役副社長最高執行責任者を歴任。

## 略歴
- 1975年 - 早稲田大学教育学部卒業
- 1975年 - 日本リクルートセンター（現・リクルートホールディングス）入社
- 1991年 - 同社取締役
- 1999年 - 同社常務取締役
- 2001年 - 角川書店常務取締役
- 2002年 - 角川書店（現・KADOKAWA KEY-PROCESS）代表取締役社長
- 2003年 - 角川ホールディングス専務取締役兼角川書店代表取締役社長
- 2006年 - ジュピターテレコム代表取締役副社長最高執行責任者
- 2010年 - オフィスM代表取締役
- 2010年 - ジュピターショップチャンネル㈱顧問
- 2011年 - ジュピターテレコム専務取締役
- 2013年 - ジュピターテレコム特別顧問
- 2016年 - スターツ出版社外取締役
- 2016年 - ピーシーデポコーポレーション社外取締役
- 2019年 - ピーシーデポコーポレーション指名・報酬委員会委員長
- 2021年5月 - 環貫綠佳利控股股份有限公司 獨立董事 社外取締役
- 2021年12月 - 株式会社CSSホールディングス社外取締役（監査等委員）

## 公的活動
- 元日本雑誌協会理事(任期：03年4月～06年4月)[1]